# Wilhelm Stoy
Wilhelm Stoy (* 26. August 1887 in Kleinfischbach; † 23. November 1958 in Braunschweig) war ein Holzbauingenieur und Professor für Holzbau.

## Leben
Wilhelm Stoy kam 1887 in Kleinfischbach zur Welt. Er war Sohn des Landwirt Eugen Stoy und seiner Ehefrau Maria (geborene Schäfer), welche seit 1880 die alte Vogtei in Kleinfischbach bewohnten und bewirtschafteten. Nach dem Abitur studierte er von 1908 bis 1910 Bauingenieurwesen an der TH Darmstadt, von 1910 bis 1912 an der TH Danzig und 1913/14 an der TH Braunschweig. Seit 1908 gehörte er der Darmstädter Burschenschaft Germania an. Im Jahr 1916 machte er an der TH Braunschweig sein Diplom als Bauingenieur. Im Kriegsdienst während des Ersten Weltkriegs war er im Stellungsbau und als technischer Waffenoffizier eingesetzt. 1916 erlitt er im Artillerie Depot Koblenz einen Lungenschuss.
Im Jahr 1926 promovierte er bei Eisenmann (TH Braunschweig). Das Thema seiner Promotion war „Massenermittlung der Lehrbogen von Wölb- und Bogentragwerken mit besonderer Berücksichtigung der Strebenwerke“, die 1926 in Berlin veröffentlicht wurde. 1927 habilitierte er an der TU Braunschweig mit dem Thema „Beitrag zur wirtschaftlichen Ausbildung von Lehrgerüsten“.

## Forschung
1935 entwickelte Stoy den ersten genagelten Brettbinder (Turn- und Festhalle in Adorf/Waldeck), einen genagelten Vollwandträger für Brücken. Er betrieb an der Landesbauschule Holzminden zusammen mit Fonrobert ein Ingenieurlaboratorium und führte dort u. a. Versuche zu Eigenschaften des deutschen Holzes und verschiedener Holzverbindungen durch, die zur Erstellung neuer DIN-Vorschriften führten.
Er war Begründer und Leiter eines Institutes für Werkunterricht und Holzbauweise (Lehrwerkstatt). Ferner war er tätig als Bauingenieur, u. a. mit der Ausführung einiger Dach- und Hallenbauten, Berater bei Industriebauten, Gutachter bei Bauschäden und Bauunfällen.
Von 1938 bis 1958 war er a.o./apl. Professor für neuzeitlichen Holzbau an der Fakultät für Bauwesen in Hannover. Außerdem hielt er Gastvorlesungen an der TH in Istanbul/Türkei.
Stoy starb im Alter von 71 Jahren am 23. November 1958 in Braunschweig.

## Bücher
- Holz-Nagelbau. Verlag Wilhelm Ernst und Sohn, Berlin 1949, 2012 neu aufgelegt (dieses Buch erschien in französischer, englischer, tschechischer und türkischer Übersetzung)[3].

## Mitgliedschaften
- Braunschweigische Wissenschaftliche Gesellschaft
- Amerikanische Gesellschaft für Holzforschung

## Ehrungen
Im Jahr 1954 erhielt Stoy den Titel Doktor Dipl.-Ing. E.h. der TH Hannover.